# Beinan (Taitung)
Beinan (chinesisch 卑南鄉, Pinyin Bēinán Xiāng) ist eine Landgemeinde im Landkreis Taitung auf Taiwan (Republik China).

## Name
Der Name ‚Beinan‘ soll ursprünglich aus der Puyuma-Sprache – einer der Formosa-Sprachen – stammen, einen Ehrentitel bezeichnen und sich auf einen bedeutenden Häuptling Pinara beziehen. Zur Zeit der niederländischen Kolonialherrschaft (1624–1662) war die Region unter dem Namen Pimala bekannt und unter chinesischer Herrschaft (ab 1662) erhielt sie ihren heutigen Namen.

## Lage und Landschaft
Beinan hat eine langgestreckte Form und erstreckt sich von der Pazifikküste bis weit ins Landesinnere. Die maximale Längsausdehnung beträgt ungefähr 40 Kilometer und die zugehörige Querausdehnung abschnittsweise weniger als 10 Kilometer. Die Landesnatur ist durch Berge und schmale Täler geprägt. Etwa 60 % der Landgemeinde bestehen aus Bergland, das weitgehend unbesiedelt ist. Klimatisch herrscht (mit Ausnahme der höheren Bergregionen) ein feuchtwarmes Monsunklima.
Die Nachbargemeinden Beinans sind: die Stadt Taitung im Osten, Taimali im Südosten, Jinfeng im Süden, Wutai (im Landkreis Pingtung) im Westen, Taiping im Norden und Donghe im Nordosten.
Beinan ist weiter in 13 Dörfer (村, Cūn) untergliedert: Binlang (賓朗), Chulu (初鹿), Fushan (富山), Fuyuan (富源), Jiafeng (嘉豐), Liji (利吉), Lijia (利嘉), Meinong (美農), Mingfeng (明峰), Taian (泰安), Taiping (太平), Dongxing (東興) und Wenquan (溫泉). Fushan liegt direkt in der Küstenebene, Liji und Fuyuan sind von den südlichen Ausläufern des Haian-Gebirges geprägt. Jiafeng, Mingfeng, Meinong, Chulu, Binlang und Taiping überlappen sich mit den südlichen Ende des Huatung-Tals, während die Topografie von Taian, Lijia, Dongxing und Wenquan schon ganz durch die Ausläufer des Taiwanischen Zentralgebirges bestimmt wird.
| Gliederung von Beinan |
| Liji 利吉 Fuyuan 富源 Fushan 富山 Jiafeng 嘉豐 Taian 泰安 Mingfeng 明峰 Chulu 初鹿 Meinong 美農 Binlang 賓朗 Taiping 太平 Lijia 利嘉 Dongxing 東興 Wenquan 溫泉 |

## Bevölkerung
Ursprünglich war das Gebiet von Angehörigen der Ethnie der Puyuma, eines der indigenen Völker Taiwans, besiedelt. Heute macht die indigene Bevölkerung (Puyuma, Rukai und Amis) nur noch etwa ein Drittel der lokalen Bevölkerung aus und die Mehrheitsbevölkerung bilden Han-Chinesen, die seit dem 17. Jahrhundert nach Taiwan eingewandert sind.
Seit den 1970er Jahren nimmt die Einwohnerzahl der Gemeinde (wie auch die Bevölkerung des gesamten Landkreises) durch Landflucht ab.

## Wirtschaft und Infrastruktur
Zu den erzeugten landwirtschaftlichen Produkten zählen Kaffee, Bananen, Zimtäpfel, Atemoyas, Wollmispeln, Reis und Guaven. Ein Erwerbszweig mit zunehmender Bedeutung ist der Tourismus. Die Region verfügt über viele Natursehenswürdigkeiten, u. a. heiße Quellen, Naturschutzgebiete, botanische Einrichtungen etc.

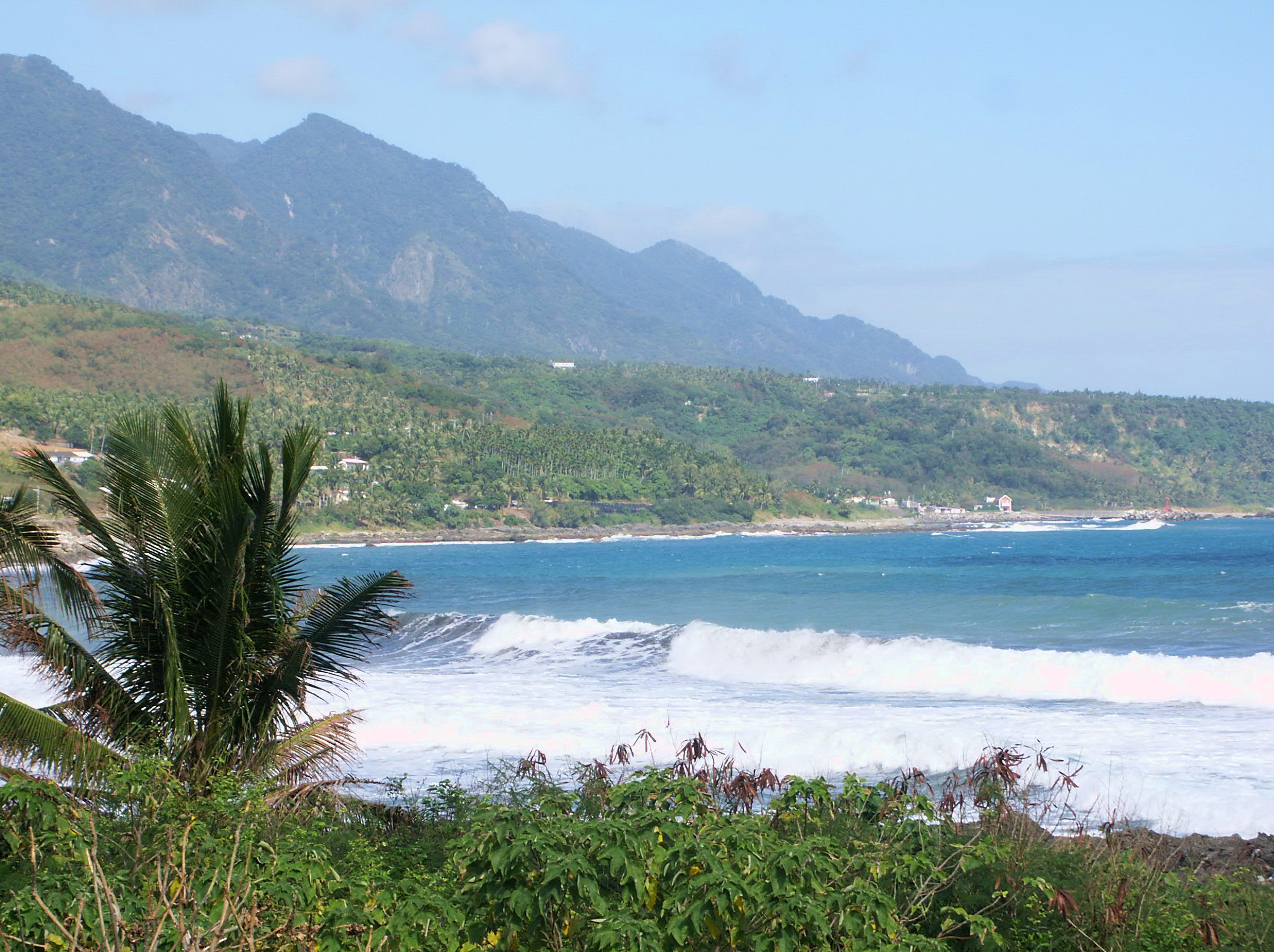
An der Küste – im Hintergrund das Haian-Gebirge
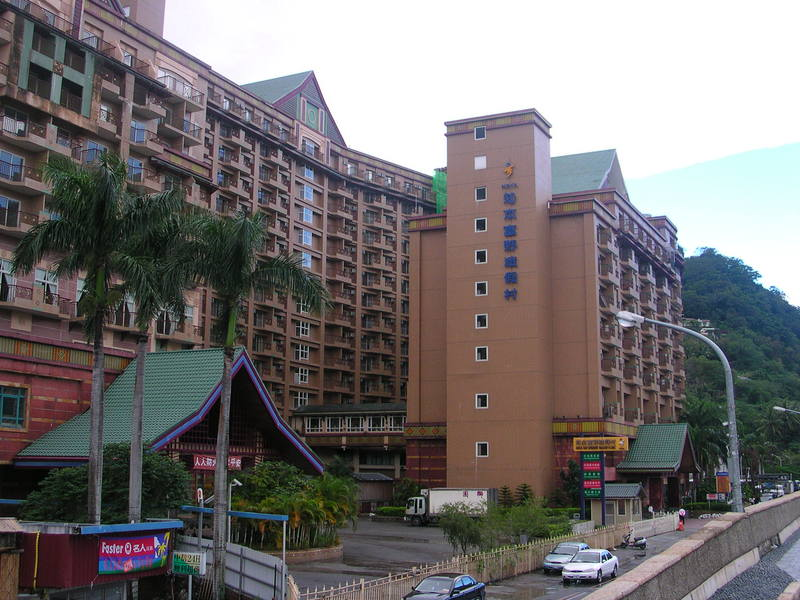
Jhihben Hoya Resort-Thermalbad-Hotel
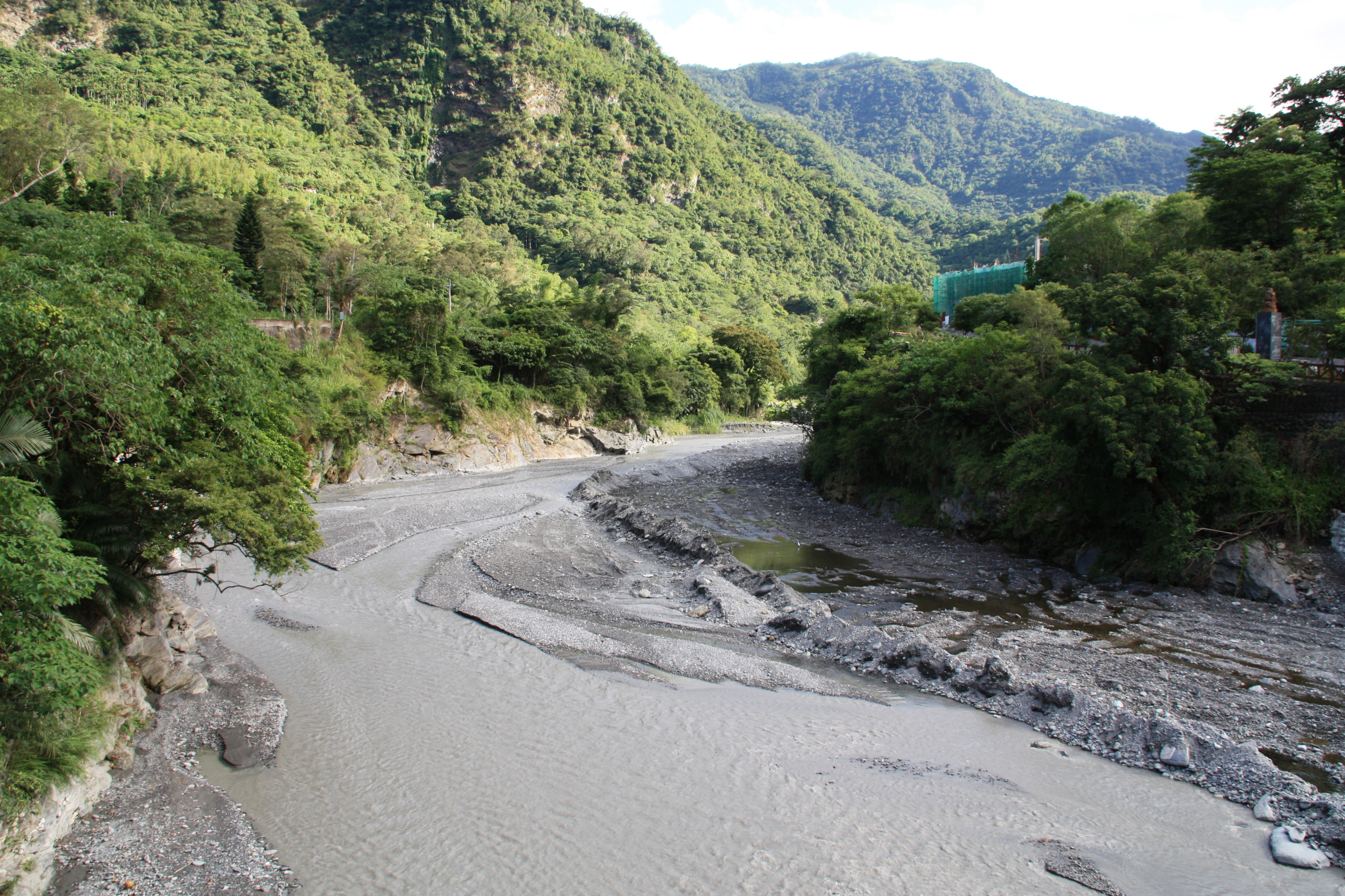
Forsterholungsgebiet Jhibhen

## Persönlichkeiten
- A-Mei (* 1972), Popsängerin